# Tarrés
Tarrés är en kommun och ort i Spanien.   Den ligger i provinsen Província de Tarragona och regionen Katalonien, i den östra delen av landet, 400 km öster om huvudstaden Madrid. Tarrés ligger 620 meter över havet och antalet invånare är 107.
Terrängen runt Tarrés är kuperad åt sydost, men åt nordväst är den platt. Terrängen runt Tarrés sluttar norrut. Runt Tarrés är det glesbefolkat, med 19 invånare per kvadratkilometer. Närmaste större samhälle är Montblanc, 12,7 km öster om Tarrés. 